# Nesomyrmex
Nesomyrmex is een geslacht van vliesvleugelige insecten van de familie Mieren (Formicidae).

## Soorten
- N. anduzei (Weber, 1943)
- N. angulatus (Mayr, 1862)
- N. antoinetteae Mbanyana & Robertson, 2008
- N. antoniensis (Forel, 1912)
- N. argentinus (Santschi, 1922)
- N. asper (Mayr, 1887)
- N. brasiliensis (Kempf, 1958)
- N. braunsi (Forel, 1912)
- N. brimodus (Bolton, 1995)
- N. cataulacoides (Snelling, R.R., 1992)
- N. cederbergensis Mbanyana & Robertson, 2008
- N. clavipilis Wheeler, W.M., 1910
- N. costatus (Emery, 1896)
- N. denticulatus (Mayr, 1901)
- N. echinatinodis (Forel, 1886)
- N. entabeni Mbanyana & Robertson, 2008
- N. evelynae (Forel, 1916)
- N. ezantsi Mbanyana & Robertson, 2008
- N. gibber (Donisthorpe, 1946)
- N. grisoni (Forel, 1916)
- N. humerosus (Emery, 1896)
- N. innocens (Forel, 1913)
- N. inye Mbanyana & Robertson, 2008
- N. itinerans (Kempf, 1959)
- N. karooensis Mbanyana & Robertson, 2008
- N. koebergensis Mbanyana & Robertson, 2008
- N. larsenae Mbanyana & Robertson, 2008
- N. madecassus (Forel, 1892)
- N. mcgregori Mbanyana & Robertson, 2008
- N. mirassolis (Diniz, 1975)
- N. nanniae Mbanyana & Robertson, 2008
- N. njengelanga Mbanyana & Robertson, 2008

- N. pittieri (Forel, 1899)
- N. pleuriticus (Kempf, 1959)
- N. pulcher (Emery, 1917)
- N. retusispinosus (Forel, 1892)
- N. ruani Mbanyana & Robertson, 2008
- N. rutilans (Kempf, 1958)
- N. saasveldensis Mbanyana & Robertson, 2008
- N. sculptiventris (Mayr, 1887)
- N. schwebeli (Forel, 1913)
- N. sikorai (Emery, 1896)
- N. simoni (Emery, 1895)
- N. spininodis (Mayr, 1887)
- N. stramineus (Arnold, 1948)
- N. tonsuratus (Kempf, 1959)
- N. tshiguvhoae Mbanyana & Robertson, 2008
- N. vannoorti Mbanyana & Robertson, 2008
- N. vargasi Longino, 2006
- N. vicinus (Mayr, 1887)
- N. wilda (Smith, M.R., 1943)